# Occidryas nigrisuperipennis
Occidryas nigrisuperipennis är en fjärilsart som beskrevs av Gunder 1926. Occidryas nigrisuperipennis ingår i släktet Occidryas och familjen praktfjärilar. Inga underarter finns listade i Catalogue of Life.